# Pena capital en la Ciudad del Vaticano
La pena capital fue legal en la Ciudad del Vaticano a partir de 1929, fecha de establecimiento de dicho estado, establecida para el crimen de intento de asesinato del papa (Jefe de Estado y líder religiosos), aunque nunca se llevó a efecto tal pena por no haberse juzgado en tribunales vaticanos casos de dicho tipo penal. En 1969 se anunció que derogaría el uso previsto por la legislación, pero solo en 1971, ante acusaciones de hipocresía de parte de la prensa contra Pablo VI, con motivo de sus críticas contra condenas a muerte en la Unión Soviética, se legalizó la medida. Finalmente, sólo en 2001 se excluyó explicitamente la ejecución de la Ley Fundamental vaticana.
Anteriormente los Estado Pontifícios, predecersor de la Ciudad del Vaticano como estado teocrático católico gobernado por el papa, contemplaron y aplicaron la condena a muerte para diversos otros casos diferentes del intento de asesinado del líder, incluyendo la expresión de posiciones filosóficas o religiosas no aceptadas por dicha entidad estatal. Solo por cuenta de la Inquisición Romana, organismo administrativamente dependiente del papado, se emitieron 1.250 sentencias de muerte a partir de 1542, según la estimación del historiador Italiano Andrea Del Col. Además de aplicar la pena de muerte a partir de resoluciones inquisitoriales por asuntos ideológicos, los Estados Pontificios también la aplicaron para crímenes comunes, como el asesinato, en tribunales penales. De manera que, por ejemplo, entre 1796 y 1870 (año de la Toma de Roma por las tropas reunificadoras italianas), fueron ahorcadas o decapitadas 527 personas en dicho territorio, a razón de más de 7 ejecuciones al año.

## Trasfondo
La pena capital tuvo un amplio apoyo de parte de los primeros teólogos católicos; Ambrosio de Milán solicitó a los miembros del clero que se pronunciaran sobre la pena capital e incluso pedía que la ejecutaran; Agustín de Hipona contestó en su libro La ciudad de Dios a las objeciones a la pena capital que se realizaban a partir del quinto mandamiento. Por su parte Tomás de Aquino y Juan Duns Scoto sostenían que las escrituras respaldaban el poder de las autoridades civiles para establecer esta pena.
El papa Inocencio III dijo a Pedro Valdo y a los valdenses que aceptaran que el «poder secular puede, sin pecado mortal, ejercer el juicios de sangre, siempre que se castigara motivado por la justicia, no por el odio, con prudencia y sin precipitación» como prerrequisitos para la reconciliación con la Iglesia. Durante la Edad Media y en los inicios de la Edad Moderna, la Inquisición fue autorizada por la Santa Sede para que entregara a los herejes a la autoridad secular para su ejecución y los Estados Pontificios llevaron a cabo ejecuciones por diferentes delitos.
El catolicismo (1566) codificó sus enseñanzas de acuerdo a las cuales Dios encargó a las autoridades civiles poderes sobre la vida y la muerte. Los doctores de la Iglesia Roberto Belarmino y Alfonso de Ligorio, así como teólogos modernos como Francisco de Vitoria, Tomás Moro y Francisco Suárez, continuaron con la tradición; el papa Pío XII redactó un escrito que entregó a los expertos médicos sobre el tema.

## Historia del estatuto
El Tratado de Letrán de 1929 copió de la legislación italiana contemporánea (el código concerniente a los atentados de asesinatos al rey de Italia), estableciendo la pena capital para toda persona que intentara asesinar al papa dentro de la Ciudad del Vaticano. El artículo 8 del Tratado de Letrán tipifica lo siguiente:

Considerando a la persona del Sumo Pontífice como sagrada e inviolable, Italia declara que cualquier intento contra Su persona o cualquiera incitación de cometer semejante intento será castigado con las mismas penas que todos los atentados e intentos de cometerlos en contra de la persona del Rey.

Toda ofensa o insulto público cometido dentro del territorio Italiano en contra de la persona del Sumo Pontífice, sea a través de discursos, actos o escritos, será castigado de la misma manera que las ofensas o insultos realizados en contra de la persona del Rey.

Mientras el estatuto estuvo en vigencia no hubo ningún intento de asesinato al papa dentro de la Ciudad del Vaticano.

## Abolición
El papa Pablo VI derogó el estatuto relativo a la pena capital de los «derechos fundamentales» de la Ciudad del Vaticano en 1969, junto con otras adaptaciones, cuatro años después de que finalizara el Concilio Vaticano II, anunciando el cambio en agosto de 1969 a través de la Gazette, la cual se publica en latín. El cambio fue ampliamente conocido por el público en enero de 1971 después de que reporteros acusaran a Pablo VI de hipócrita con motivo de sus críticas a las ejecuciones planeadas en España y en la Unión Soviética.